# Берёзово (Солтонский район)
Берёзово — село в Солтонском районе Алтайского края. Входит в состав Солтонского сельсовета.

## История
Основано в 1576 г. В 1928 году село Берёзовка состояло из 160 хозяйств, основное население — русские. В административном отношении являлось центром Берёзовского сельсовета Солтонского района Бийского округа Сибирского края.

## Население
| 1926 | 1997 | 1998 | 1999 | 2000 | 2001 |
| ---- | ---- | ---- | ---- | ---- | ---- |
| 786  | ↘470 | ↗486 | ↘480 | →480 | ↘454 |
| 2002 | 2003 | 2004 | 2005 | 2006 | 2007 |
| ↗465 | ↘420 | ↘408 | ↘407 | →407 | ↘380 |
| 2008 | 2009 | 2010 | 2011 | 2012 | 2013 |
| ↘360 | ↘345 | ↘343 | ↘342 | ↘325 | ↘310 |

Национальный состав
Согласно результатам переписи 2002 года, в национальной структуре населения русские составляли 95 %.